# Mnyamawamtuka
Mnyamawamtuka moyowamkia is een plantenetende sauropode dinosauriër, behorende tot de Titanosauriformes, die tijdens het Krijt leefde in het gebied van het huidige Tanzania.

## Vondst en naamgeving
In 2004 werd bij de rivier de Mtuka, twintig kilometer ten zuiden van het Rukwameer, een skelet gevonden van een sauropode. Het werd opgegraven tussen 2005 en 2008. De opgraving werd bemoeilijkt doordat zij in een rotswand moest plaatsvinden, zeven meter boven het rivierwater.
In 2019 werd de typesoort Mnyamawamtuka moyowamkia benoemd en beschreven door Eric Gorscak en Patrick M. O’Connor. De geslachtsnaam is een samentrekking van het Kiswahili Mnyama wa Mtuka, het "Beest van de Mtuka". "Beest" leek de beschrijvers een geschikte aanduiding voor een lid van de Titanosauria omdat een titaan ook een "beest" is. De soortaanduiding is een samentrekking van moyo wa mkia, het "hart van de staart", een verwijzing naar de hartvormige dwarsdoorsnede van het achterfacet van de middelste staartwervels.
Het holotype, RRBP 05834, is gevonden in een laag van de Mtuka-afzetting van de Galulaformatie die wellicht dateert uit het Albien, ongeveer 110 tot 100 miljoen jaar oud, maar ook uit het Aptien of het Cenomanien zou kunnen stammen. Het bestaat uit een gedeeltelijk skelet zonder schedel. Het omvat een wervelboog van een voorste halswervel, de wervellichamen van vier halswervels, zeven ruggenwervels, de wervelboog van een sacrale wervel, de wervellichamen van drie sacrale wervels, zeven wervelbogen en zeven wervellichamen van staartwervels, vier chevrons, talrijke stukken rib, een rechterschouderblad, een rechterborstbeen, beide opperarmbeenderen, een linkerellepijp, een eerste rechtermiddenhandsbeen, een derde linkermiddenhandsbeen, een linkerzitbeen, een rechterschaambeen, beide dijbeenderen, beide scheenbeenderen, een linkerkuitbeen, een linkermiddenvoet, twee teenkootjes en een voetklauw. Het skelet lag niet in verband. Het betreft een onvolgroeid individu. Afgezien van de schedel is het desalniettemin een van de meest complete skeletten van vroege titanosauriërs.

## Beschrijving
Het holotype heeft een geschatte lengte van 7,6 meter met een gewicht van anderhalve ton. De volwassen lengte is onzeker.
De beschrijvers wisten enkele onderscheidende kenmerken vast te stellen. Vijf daarvan zijn autapomorfieën, unieke afgeleide eigenschappen. Bij de middelste en achterste ruggenwervels loopt tussen de richel tussen de voorste gewrichtsuitsteeksels en het ruggenmergkanaal een verticale richel die bovenaan gevorkt is. Bij de achterste ruggenwervels ontbreekt een richel tussen de achterste gewrichtsuitsteeksels daar de verticale richel op de achterzijde van het doornuitsteeksel tot aan het ruggenmergkanaal doorloopt. Bij de middelste staartwervels toont het achterfacet van het centrum een verbreding naar boven en bezijden toe, welke de hartvorm veroorzaakt. De bovenste binnenkant van de onderzijde/voorzijde van het schouderblad heeft een gebogen kam evenwijdig aan een groeve. Het borstbeen is uitzonderlijk klein met hoogstens 42% van de lengte van het opperarmbeen.
Veel aandacht werd besteed aan een vergelijking met Rukwatitan die relatief dichtbij werd gevonden, in dezelfde formatie. Mnyamawamtuka zou de autapomorfieën van Rukwatitan missen, op veel andere details verschillen en daarbij een stuk ouder zijn. Hoewel eerder een vergelijkbare leeftijd werd aangenomen, werd Rukwatitan nu zeker twintig miljoen jaar jonger geschat.
Verder werd een lijst van typerende, maar niet unieke, kenmerken gegeven die in analyses gebruikt worden om de fylogenetische positie van sauropoden te bepalen. Bij de halswervels vernauwt het ruggenmergkanaal zich in het midden. Bij de halswervels achter de draaier bevindt zich een ondiepe uitholling op de zijkant van het wervellichaam. De halswervels achter de draaier missen een kiel op de onderzijde. De doornuitsteeksels van de voorste ruggenwervels zijn enkelvoudig in plaats van gevorkt. De wervels van de achterste middelste rug hebben een diapofyse, onderste ribfacet, met een vlakke bovenzijde. De wervels van de achterste middelste rug hebben een diapofyse die schuin omhoog en bezijden gericht is. De rug toont geen hyposfeen-hypantrum-complex van secundaire gewrichtsuitsteeksels. De doornuitsteeksels van de voorste staartwervels steken verticaal omhoog. Naar schatting bedraagt de lengte van het opperarmbeen vier vijfden van die van het dijbeen. Het opperarmbeen heeft ter hoogte van de deltopectorale kam een bult aan de achterste buitenzijde. Bij het opperarmbeen is de buitenste onderste gewrichtsknobbel niet gesplitst. Bij het scheenbeen bedraagt de breedte overdwars van het onderste uiteinde meer dan tweemaal die van het midden van de schacht. Het bovenste kuitbeen heeft een naar voren en binnen gebogen kam. De voetklauwen hebben een verdikking langs de onderrand lopen.
De voorste staartwervels zijn maar licht procoel, anders dan bij Rukwatitan.

## Fylogenie
Mnyamawamtuka werd in de Titanosauria geplaatst. Cladistische analyses hadden enigszins van elkaar afwijkende uitkomsten. Mnyamawamtuka viel soms net buiten de Lithostrotia of basaal net binnen die groep, als zustersoort van Malawisaurus.